# Lê Quýnh
Lê Quýnh (tiếng Trung: 黎烱, Nôm: 黎侗; 1750 - 1805) hay Lê Doãn Hữu (黎允有), là một võ quan Đại Việt triều Lê trung hưng. Ông được xem là một trung thần của vua Lê Chiêu Thống.

## Sinh bình
Quýnh vốn là tên cúng cơm của ông Lê Doãn Hữu (黎允有), nguyên quán tại hương Đại Mão, huyện Siêu Loại, phủ Thuận An, trấn Kinh Bắc (nay là thôn Đại Mão, xã Hoài Thượng, thị xã Thuận Thành, tỉnh Bắc Ninh).
Ông là trai trưởng của tiến sĩ Lê Doãn Giản. Xuất thân từ một thế gia vọng tộc, tuy chỉ là ấm sinh xuất thân nhưng gia đình ông luôn tận trung với triều đình và hết sức để khuông phò chính thống.
Vào năm 21 tuổi, Lê Quýnh được bổ làm học sinh ở Chiêu Văn quán. Khi tuổi trẻ, Quýnh chỉ biết uống rượu, đánh bạc, việc văn việc võ đều chưa hề luyện tập qua. Vì là con nhà quý tộc thân cận, nên được vào làm gia thần nhà vua. Do có nho sinh xuất thân nên được cử trông coi vệ binh tả hữu, tước hiển cung đại phu.
Năm 1774, khi vừa 25 tuổi, cha mất, ông về quê để phụng dưỡng mẹ.

### Phò vua chống Tây Sơn
Năm 1786, sau khi Nguyễn Huệ diệt họ Trịnh, ông đem 300 gia đinh ra Đông Kinh bảo vệ vua Lê Hiển Tông. Sau khi Lê Hiển Tông qua đời, cháu nội là Lê Duy Kỳ lên thay, tức vua Lê Chiêu Thống. Lê Quýnh nhận lệnh trấn giữ miền Giang Bắc, cắt đặt các công việc. Khi xong việc về kinh được phong tước Tư Ốc bá, bấy giờ 37 tuổi.
Tháng 12 âm lịch năm 1787, sau khi Vũ Văn Nhậm đem quân Tây Sơn tiến vào Thăng Long, Lê Chiêu Thống bỏ kinh thành chạy lên Kinh Bắc, sai hoàng đệ Duy Chi đem tôn thất tất cả hơn 30 người rước thái hậu và nguyên tử (con trai Lê Chiêu Thống) đi Cao Bằng.
Lê Quýnh đem hơn 300 gia nhân hộ giá và tổ chức các đội nghĩa quân cần vương – theo như tường thuật của chính ông thì tổng số lên đến hơn 40,000 người và 500 chiến thuyền nhưng có lẽ chỉ tổng kết con số của các nơi lên tiếng hưởng ứng chứ không phải thực sự dưới tay ông. Vì công lao này ông được phong chức Trường Phái Hầu (長派侯).
Khi đó, thái hậu, nguyên phi Nguyễn Thị Kim và con đầu lòng là Lê Duy Thuyên đang ở Thái Nguyên nên nhà vua sai Lê Quýnh và Phượng Thái hầu Nguyễn Quốc Đống sang làm tả hữu hộ vệ sứ để bảo vệ gia quyến.
Tháng 4 năm 1788, ông tới được Thái Nguyên, gặp Đốc trấn Cao Bình cho người đón lên Mục Mã (thuộc Cao Bình) nhưng không lâu sau quân Tây Sơn đuổi tới, ông cùng đốc đồng Nguyễn Huy Túc, phiên thần Địch quận công Hoàng Ích Hiểu, Trường Xa hầu Phạm Đình Phan và Phượng Thái hầu Nguyễn Quốc Đống bảo vệ thái hậu và nguyên tử theo cửa ải Thủy Khẩu chạy sang Long Châu.
Việc thân quyến vua Lê sang “tị nạn” đã được Tôn Sĩ Nghị khai thác triệt để ngõ hầu có dịp cầm quân. Nguyện vọng nguyên thủy của thần tử nhà Lê chỉ là xin Thanh triều can thiệp để Tây Sơn chia cho họ đất Cao Bằng (quản hạt cũ của Nguyễn Huy Túc) làm chỗ dung thân như một khu vực tự trị dành cho con cháu nhà Mạc, nay đã bị Tôn Sĩ Nghị hướng sang một đường lối khác, biến thành một vận động quân sự.
Với đầy đủ lý do chính đáng, Tổng đốc Lưỡng Quảng Tôn Sĩ Nghị che chở cho họ ở Nam Ninh và tâu lên nhân danh “tự tiểu tồn vong, hưng diệt kế tuyệt” vốn dĩ vẫn là chiêu bài sử dụng để can thiệp vào nước khác. Vua Càn Long, với bản chất hiếu võ, lại thấy vấn đề tương đối dễ dàng nên không ngần ngại cử ngay Tôn Sĩ Nghị làm tổng chỉ huy, tiết chế bốn tỉnh Quảng Đông, Quảng Tây, Vân Nam, Quí Châu sang lấy lại nước cho Lê Duy Kỳ.
Để danh chính ngôn thuận và kế hoạch tiến binh sang An Nam được dễ dàng, Tôn Sĩ Nghị sai Lê Quýnh và Phượng Thái hầu Nguyễn Quốc Đống trở về nước tìm cho bằng được Lê Duy Kỳ, yêu cầu ông viết thư xin nhà Thanh đem quân sang đánh Nguyễn Huệ.
Sau đó Lê Quýnh và Nguyễn Quốc Đống trở về tâu với Lê Chiêu Thống. Lê Chiêu Thống sai tham tri chính sự Lê Duy Đản và Hàn lâm hiệu thảo Trần Danh Án vâng mệnh lệnh đem tờ bẩm, đi đường tắt, lên đón quân nhà Thanh.
Trong khi Lê Duy Kỳ vẽ ra kế hoạch chia quân thủy bộ đánh vào Thăng Long và Thuận Hóa thì Lê Quýnh lại chỉ xin “thiên sư áp cảnh, vi hạ quốc chi thanh viện” (đem quân đóng ở biên giới để lấy tiếng cứu viện hạ quốc), rõ ràng Lê Quýnh không muốn nhà Thanh đem quân sang nước ta.
Ngày 24 tháng 10 năm 1788, quân Thanh được lệnh lên đường, tới ngày 1 tháng 11 đã vượt biên giới tiến vào Lạng Sơn. Lê Quýnh và Lê Duy Đản được giữ ở trung quân để cố vấn cho Tôn Sĩ Nghị.
Ngày 21 tháng 11 năm 1788, Lê Quýnh đưa vua Lê Chiêu Thống đến gặp Tôn Sĩ Nghị ở bờ sông phía bắc Nhĩ Hà.
Ngày 22 tháng 11 năm 1788, lấy lại kinh thành Thăng Long, đưa Lê Chiêu Thống trở lại ngai vàng. Lê Chiêu Thống phong Lê Quýnh làm Tổng binh. Theo Bắc hành tùng ký, Lê Quýnh được giao làm Tổng binh Đỉnh đái.
Ngày 2 tháng 12 năm 1789, Lê Chiêu Thống giao cho Lê Quýnh lo liệu mọi việc quân đội, lương hướng, hạn ngày tiến quân đánh dẹp quân của vua Quang Trung.
Tuy nhiên Thanh triều lại không muốn giúp cho vua Lê hoàn toàn thắng thế mà muốn hai bên chia quyền hành, đất đai để họ dễ dàng khống chế cả hai. Việc Tôn Sĩ Nghị đưa ra kế hoạch “dụ hàng” Nguyễn Huệ khiến cho vua tôi nhà Lê không khỏi bất mãn nhất là sau khi họ Tôn bắt ép vua Chiêu Thống phải thu hồi binh quyền và chỉ giao cho Lê Quýnh nhiệm vụ “bình chương sự (平章事) việc hộ, việc binh” lo việc hành chánh.
Theo Bắc Hành tùng ký là lời tự thuật của chính Lê Quýnh thì bấy giờ bệnh sốt rét của Lê Quýnh rất nguy kịch, bèn xin về nhà (làng Đại Mão, huyện Siêu Loại, thuộc Bắc Ninh) nghỉ để thuốc men điều trị.
Sau đó, quân Tây Sơn phản công và nhanh chóng đánh thắng quân Thanh. Lê Chiêu Thống lại phải chạy sang đất Trung Quốc vào đầu tháng 1 năm 1789.

### Lưu lạc đất khách
Tháng 2 năm 1789, Lê Quýnh mới biết Tôn Sĩ Nghị đã thất bại, Lê Chiêu Thống đã chạy sang Trung Quốc. Lê Quýnh và Lê Doãn Trị, Trịnh Hiến, Lý Bỉnh Đạo… ở lại chiêu mộ binh sĩ, tổ chức lực lượng để đợi thời cơ.
Tháng 4 năm 1789, Phúc Khang An, khi đó thay Tôn Sĩ Nghị làm tổng đốc Lưỡng Quảng, đã dâng biểu xin hoàng đế Càn Long bãi binh. Các thần Hòa Thân ngấm ngầm ở trong ủng hộ cho kiến nghị ấy của Khang An, cố sức khuyên vua Thanh nên bãi binh.
Vua Thanh cho lời tâu ấy là phải, bèn ra sắc mệnh phong Văn Huệ làm An Nam quốc vương, rồi triệu Lê Chiêu Thống và các bầy tôi trước sau theo sang tòng vong đều cho phép lục tục vào cả Yên Kinh. Theo báo cáo của Phúc Khang An và Tôn Vĩnh Thanh thì số người qua tị nạn được tạm trú ở Quế Lâm là 376 người.
Để cho vua tôi nhà Lê không còn tụ tập để mưu tính điều gì nữa, nhà Thanh phát vãng mỗi người một nơi, kẻ đi Cát Lâm, người đi Phụng Thiên, Nhiệt Hà. Người cứng đầu như Hoàng Ích Hiểu bị đày đi tận vùng sa mạc Siberia (I Lê, thuộc Tân Cương).
Phúc Khang An sai Nguyễn Trình về đòi Lê Quýnh sang Quảng Tây để hỏi chuyện.
Tháng 6, Lê Quýnh gặp người anh họ tên là Lê Huy Lý, vâng mệnh Phúc Khang An sai về gọi Lê Quýnh lên biên ải hỏi lý lẽ. Lúc ấy những việc mưu tính của ông còn chưa xong, bệnh cũng chưa khỏi hẳn nên đến tháng 7 mới lên đường đến cửa ải Nam Quan. Tới đây, Lê Quýnh mới thấy bẽ bàng vì nhà Thanh đánh lừa chứ không thực bụng muốn giúp nhà Lê.
Phúc Khang An sai người gọi bọn Lê Quýnh, Lê Doãn Trị, Trịnh Hiến và Lý Gia Du vài mươi người đến Quảng Tây dụ bảo gióc tóc và thay đổi đồ mặc. Lê Quýnh đáp lại rằng:
Được ơn vời đến đây, chúng tôi chưa được nghe ngài dạy bảo rõ ràng gì cả, thế mà nay chỉ bắt chúng tôi gióc tóc thì há phải là ý muốn ban đầu của bọn Quýnh này chạy vạy hàng hai, ba ngàn dặm sang đây để nhận lãnh lệnh truyền ấy đâu? Đầu chúng tôi có thể chặt được, chứ tóc chúng tôi không thể gióc được". Phúc Khang An tức giận, cho đưa luôn cả bọn Lê Quýnh lên Yên Kinh.
Bọn Quýnh đi đến Sơn Đông thì vừa gặp vua Thanh Càn Long đi tuần du ở phía đông. Vua Thanh triệu Lê Quýnh cùng đồng liêu vào yết kiến nói:
Chúa nhà các ngươi đã tình nguyện yên phận ở lại Trung Quốc rồi, các ngươi đã một niềm theo vua thì khá lập tức gióc tóc và thay đổi lối ăn mặc để đợi lựa chọn bổ dùng.
Lê Quýnh từ tạ mà rằng: 
Muôn dặm đi tòng vong, chúng tôi xin được giữ theo quốc tục để vào yết kiến quốc vương một chút đã, rồi sau sẽ xin vâng theo chỉ dụ gióc tóc cũng chưa muộn.
Vua Thanh khen nói: 
Thật là trung thần của họ Lê.
Tuy vậy, Càn Long vẫn cho đưa Lê Quýnh và các đồng liêu vào Yên Kinh. Về sau, vì không chịu gióc tóc, Lê Quýnh bị khép vào tội chống mệnh lệnh vua Thanh, bị giam ở ngục Bắc Sở thuộc tu Thận Hình từ năm 1789 đến 1800 mới được tha ra..
Tháng 5 năm 1792, con nhỏ của Lê Chiêu Thống qua đời, đến ngày 16 tháng 10 năm 1793 vua Lê Chiêu Thống buồn rầu mà chết.
Tới tháng 11 năm 1799 thì thái hậu mẹ Lê Chiêu Thống cũng chết. Cùng năm ấy (1799), vua Thanh Gia Khánh sai thả Lê Quýnh và các đồng liêu ra khỏi ngục, từ đầu tóc đến ăn mặc đều được để cho tùy tiện.
Năm 1801, Lê Quýnh xin được cho đem tàn cốt vua Lê về nhưng không được chấp thuận.

## Hồi hương
Tháng 11 năm 1802, sau khi diệt xong nhà Tây Sơn, Gia Long phái quan Binh bộ Thượng thư Lê Quang Định làm chánh sứ sang Đại Thanh cầu phong.
Đến năm 1803, sau khi nhà Tây Sơn đã bị diệt, vua Gia Long đã lên ngôi, Lê Quýnh cùng các di thần nhà Lê trung hưng đương còn lưu lạc Bắc quốc mới xin đem hài cốt Lê Mẫn Đế, thái hậu và thái tử (con trai đầu của Lê Chiêu Thống) về nước để an táng. Việc này được hoàng đế Gia Khánh chuẩn thuận, lại sai người sắp đặt chuyến đi rất chu đáo.
Ngày 13 tháng 8 năm 1804, đoàn hộ tống di hài gồm 3 người về tới Bắc Thành, Gia Long đế cho an táng tại đất Lam Kinh cũ. Tương truyền, trong những năm cuối đời sống tại quê nhà, Lê Quýnh không chịu sửa lối ăn mặc theo luật nhà Nguyễn, ông vẫn xõa tóc mặc áo cừu đi lang thang khắp các đền chùa như một người khất thực.
Ngày 16 tháng 9 âm lịch năm Ất Sửu (1805), ông mất, hưởng dương 55 tuổi.
Lê Quýnh ở Trung Hoa 16 năm, trong số 25 người không chịu khuất phục ông là người đứng đầu sổ nên khi chết được vua Gia Long đặt tên thuỵ là Trung Nghị và được thờ trong đền ở Hà Nội.

## Tác phẩm
Tác phẩm của Lê Quýnh còn lưu lại khá nhiều, gồm các tập Bắc hành tùng ký (北行叢記), Bắc hành lược biên và Bắc sở tự tình phú, có phẩm chất sử liệu và văn chương lớn.

## Gia thế
- Lê Doãn Giản: Cha.
- Lê Huy Lý: Anh họ.

## Vinh danh
Mùa hè năm Tự Đức thứ 14 (1860), các quan ở Bộ Hộ theo lời bàn kê rõ lý lịch các vị cựu thần nhà Hậu Lê, vâng chỉ dụ của nhà vua cho lập đền thờ ở phía Tây thành Đông Kinh, tại phường Thụy Chương, huyện Vĩnh Thuận (nay là ngõ 124, đường Thụy Khê, Hà Nội). Thứ tự các bài vị đều sắp đặt theo như lời bàn của Bộ. Chính giữa là linh vị của Trường Phái hầu Lê Quýnh, đặt thụy Trung Nghị. Bên tả bày linh vị của 11 người, gồm có Đề lĩnh Nguyễn Viết Triệu, Thượng thư Bút phong Đình Giản, Đinh Võ hầu Trần Quang Châu, Trần Danh Kệ, Hữu thị lang Nguyễn Huy Diệu, trấn thủ Lê Hân, chỉ huy Lê Doãn Trị, chưởng tứ bảo Lê Quý Thích, Nguyễn Hùng Trung, Lê Tùng, tả tham chính Kinh Bắc, Bình vọng Lê Trọng Trường. Bên hữu bày linh vị của mười một người, gồm có tĩnh nạn công thần Trần Danh Án, thanh hình hiến phó sứ Tuyên Quang Nguyễn Đình Viện, nội thị Nguyễn Quyên, Trần Đĩnh, đốc đồng Nguyễn Quốc Đống, Địch quận công Hoàng ích Hiểu; Nguyễn Đình Miên, Đoàn Thận Xưởng võ uý Nguyễn Trọng Du, Lê Thức, Cận quang hầu Phạm Như Tùng. Tất cả 22 người ấy đều được đặt thuỵ hiệu là "Trung Mẫn". Ngoài ra, ở phía Đông thờ 5 người là Nguyễn Ngọc Liễn, Vương Triệu, Vương Chấn Thiều, Tôn Hạp, Lê Diên Định. Ở nhà phía Tây thờ 5 người là Trần Lương, Trần Đăng, Vũ Trọng Dật, Trần Dần, Trần Hạc. Từ Lê Quýnh trở xuống cộng 33 người, trên đầu đều đề là Cố Lê tiết nghĩa thần và ngôi đền cũng đề là Cố Lê tiết nghĩa từ.
Từ năm 1954, tại Hải Phòng có một con đường mang tên Lê Quýnh để tôn vinh ông.
| “                          | Đọc xong "Hoàng Lê nhất thống chí" (皇黎一統誌), duy có câu còn văng vẳng bên tai: "Bọn ta đầu có thể chặt, tóc không thể cắt. Da có thể mòn, áo không thể thay !" (我輩頭可斷，髮不可雉；皮可削，服不可易也). Tiền nhân khảng khái tráng liệt bao nhiêu, con cháu ươn hèn dật dờ bấy nhiêu. | ” |
| — Trách Am Nguyễn Thụy Đan | |   |

| “                                                                                                  | Triều thần Lê Quýnh sau khi bị Phúc Khang An dụ cạo tóc, đã tức giận trả lời: "Bọn ta đầu có thể chặt, chứ tóc không thể cạo; da có thể lột, chứ y phục không thể thay !". Đến năm Gia Long thứ 3 [1804], Quýnh được thả về nước, sau đó thường xõa tóc, mặc áo cừu, du ngoạn ở chùa Đại Đồng (Hải Dương). Tác giả "Vân nang tiểu sử" ca ngợi, mười mấy năm trời ở Trung Quốc mênh mông, xõa tóc rủ áo dài duy có mình ông mà thôi. 嘉隆三年，清皇許公奉出帝襯回國，公全髮以歸寧。後公常於本縣大同寺遊玩，披裘散髮[…]雲史氏曰：遂使十數年間，茫茫中朝而散髮垂衣，惟公一人而已). | ” |
| — Vân Trai Trần Quang Đức, Ngàn năm áo mũ, Nhã Nam thư quán và Nhà xuất bản Thế giới ấn hành, 2013 | |   |